# Letterman (sports)

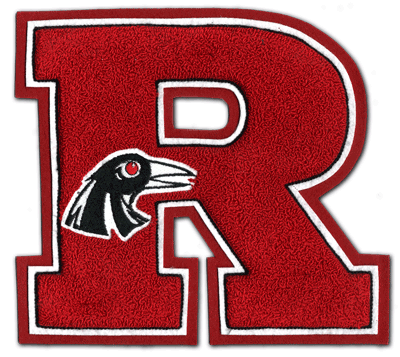
Lettre majuscule traditionnelle avec mascotte brodée

Dans les sports ou les activités aux États-Unis, un letterman est un lycéen ou un étudiant qui a atteint un niveau donné d'implication ou de performance dans une équipe universitaire. Le terme vient de la pratique consistant à décerner une lettre en tissu, généralement l'initiale ou les initiales de l'école, pour la placer sur un chandail (letter sweater) ou une veste (letter jacket).

## Aperçu
Le terme vient de la pratique consistant à décerner une lettre en tissu, généralement l'initiale ou les initiales de l'école, pour la placer sur un chandail (letter sweater) ou une veste (letter jacket). Dans certains cas, le chandail ou la veste elle-même peut également être décernée, en particulier lorsqu'il s'agit de la première récompense du concerné. Aujourd'hui, afin de distinguer les lettermen des autres participants de l'équipe, les écoles établissent souvent un niveau minimum de participation aux événements d'une équipe ou un niveau minimum de performance pour que la lettre soit décernée. Un seuil commun dans le football américain et le basket-ball est la participation à un niveau défini, souvent la moitié de tous les trimestres d'une saison. Dans les sports individuels comme le tennis et le golf, le seuil d'obtention est généralement la participation à la moitié ou parfois aux deux tiers de tous les matchs disputés. Fréquemment, les autres membres de l'équipe qui ne satisfont pas aux exigences d'une lettre reçoivent un certificat de participation ou une autre récompense considérée comme de moindre valeur qu'une lettre.
Certaines écoles continuent de baser l'attribution des lettres en fonction des performances. Pour les sports collectifs un certain nombre de touchés, d'attrapés, d'interceptions, de paniers, de tacles ou de points sont demandés. Pour les sports individuels, les lettres sont souvent accordées en fonction de la qualification à des tournois ou aux épreuves nationales. D'autres écoles attribuent des lettres sur une base plus subjective: l'entraîneur principal, généralement avec l'avis d'autres entraîneurs, attribuent des lettres pour une amélioration substantielle ainsi que des performances significatives sur ou en dehors du terrain. Parfois, des étudiants qui sont chef de leur équipe et qui ont déjà eu le mérite de recevoir une lettre sont aussi consultés. Cela met davantage l'accent sur le caractère, l'engagement et le travail d'équipe que sur le fait de simplement d'avoir répondu simplement à de pures exigences de temps de jeu ou de résultats. Parfois, dans les lycées, les résultats en classe sont également pris en compte. Cette philosophie met davantage l'accent sur le développement et la récompense d'un joueur complet et équilibré, là où d'autres méthodes se concentrent strictement sur la performance athlétique et sur les victoires sur le terrain. 
Le terme de letterman n'est pas spécifique au sexe masculin; une participante qualifiée au basket-ball féminin ou à d'autres sports féminins est à juste titre appelée un letterman, tout comme une participante qualifiée au sein d'une équipe sportive mixte. Un athlète qui reçoit une lettre (ou des lettres dans plusieurs sports) est dit avoir été « lettré » (lettered) lorsqu'il reçoit sa lettre.
Ces dernières années, certaines écoles ont élargi le concept de letterman au-delà du sport, en créant des lettres pour des réalisations dans les arts du spectacle, au niveau académique ou d'autres activités scolaires.

## Veste à lettre

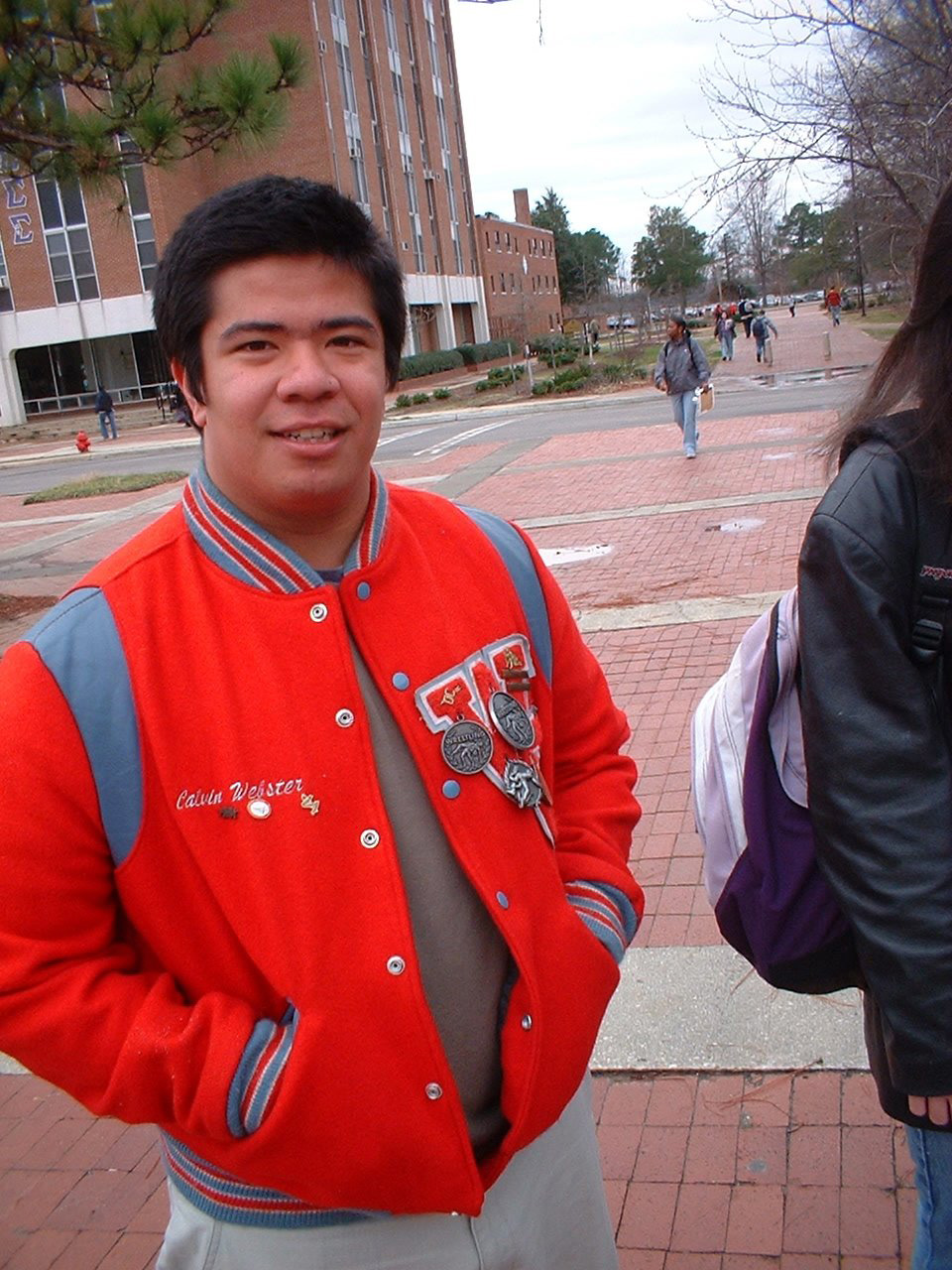
Un étudiant portant une veste de baseball en laine avec la lettre « W » brodée et des médailles.

Une veste à lettres (letter  jacket) est une veste de style baseball traditionnellement portée par les étudiants du secondaire et du supérieur aux États-Unis pour représenter la fierté de l'école et de l'équipe ainsi que pour afficher les récompenses personnelles gagnées en athlétisme, dans les études ou d'autres activités. Les vestes à lettre sont également appelées varsity jackets et baseball jackets en référence à leurs origines américaines.

### Apparence et style
Le corps (c'est-à-dire le torse) est généralement en laine bouillie et les manches en cuir avec des bandes aux poignets et à la taille. Les vestes à lettres sont généralement produites aux couleurs de l'école, avec le corps de la veste dans la couleur principale de l'école et les manches dans la couleur secondaire, bien que parfois, les couleurs de la veste puissent être personnalisées dans une certaine mesure par l'élève. Il peut arriver qu'un élève personnalise tellement sa veste qu'elle n'ait plus rien à voir avec les couleurs de son école. Elles comportent généralement un col à bande pour les hommes ou une capuche boutonnée sur le dessus (qui se déboutonne en un col élargi) pour les femmes.

### Décorations
La veste à lettres tire son nom de la lettre apposée sur son côté gauche, en écusson. La lettre, en tissu chenille, est presque toujours la première lettre ou les initiales du lycée ou du collège d'où provient la veste. La lettre elle-même peut également être adaptée au sport ou à l'activité en particulier (ex. Cross Country - un symbole ou un signe au milieu de la lettre: cross voulant dire "centre" en football).
Le nom du propriétaire apparaît généralement soit en chenille (en concordance avec la lettre), soit brodé sur la veste elle-même. L'année d'obtention du diplôme du propriétaire apparaît généralement dans la chenille assortie. Le placement du nom et de l'année d'obtention du diplôme dépend des traditions de l'école. L'année est le plus souvent cousue sur la manche droite ou juste au dessus de la poche droite. Le logo de l'école et les symboles représentant les activités de l'élève peuvent également être ajoutés sur la veste.
Les lettermen qui jouent dans une équipe de championnat reçoivent souvent un grand écusson au dos de leur veste en souvenir. 
Les lettermen qui participent à un sport dans lequel des médailles sont décernées cousent souvent les médailles sur leurs vestes pour afficher leurs réalisations.

### Histoire
Les vestes universitaires trouvent leurs origines dans les chandails à lettres (letter sweaters), introduits pour la première fois par l'équipe de baseball de l'Université Harvard  La lettre était généralement assez grande et centrée (si le pull était un pull) ; des rayures sur une manche désignaient le nombre de lettres gagnées, avec une étoile indiquant un capitaine d'équipe.

### Traditions
Les vestes à lettres (letter jacket) ne sont presque jamais achetées avant qu'un étudiant n'ait obtenu une lettre. Dans les écoles où seules les lettres d'honneur sont attribuées, cela se fait généralement en première ou en terminale au lycée ou en 3ème et 4ème année dans le supérieur. Récemment, de nombreux étudiants-athlètes ont reçu des lettres au cours de leur deuxième année et parfois de leur première année, ce qui a entraîné le besoin d'une veste beaucoup plus tôt. Pourtant, la vraie veste n'est généralement pas achetée avant la deuxième année. Dans les écoles où des lettres d'honneur junior (début de cursus) sont attribuées, la veste peut être achetée par les bénéficiaires de la lettre d'honneur junior, mais la lettre est alors placée juste au-dessus de la poche gauche, laissant un espace pour une future lettre universitaire senior (fin de cursus).
Certaines écoles peuvent attribuer des vestes à lettre aux récipiendaires lors d'une cérémonie de remise des prix, mais le plus souvent, l'école ne fournit que la lettre. Certaines écoles organiseront des activités de collecte de fonds ou d'autres programmes pour fournir des vestes aux élèves qui n'en ont pas les moyens.
Bien qu'il soit courant de le faire, le retrait de la lettre du blouson lors de l'obtention du diplôme ne fait pas partie du protocole. De nombreux diplômés gardent la lettre sur la veste après l'obtention du diplôme comme symbole d'accomplissement, de fierté et d'engagement à l'école, en particulier avec les lettrés des collèges.

## Voir également
- Couleurs sportives
  - Bleu (sport universitaire)
  - Palatinat (prix)